# ICE (soccorso sanitario)

Simbolo ICE

Il programma ICE (dall'inglese In Case of Emergency, "In caso di emergenza") è stato concepito dal paramedico Bob Brotchie nel maggio 2005. L'idea dietro a questo programma è di permettere ai primi soccorsi (soccorritori, vigili del fuoco, polizia) di identificare le persone e di contattare i loro parenti prossimi per ottenere informazioni mediche; la proposta si basa sul consiglio di tenere nella rubrica del proprio cellulare un numero da contattare in caso di emergenza, registrandolo sotto il nome "ICE". In alcuni paesi viene talvolta proposta una sigla differente (ad esempio ECU per En Cas d'Urgence).
La proposta ha generato reazioni diverse, alcuni operatori di emergenza lo hanno ritenuto una buona idea, altri lo considerano inutile o pericoloso in quanto scoraggia l'uso di metodi più efficaci.

## Storia

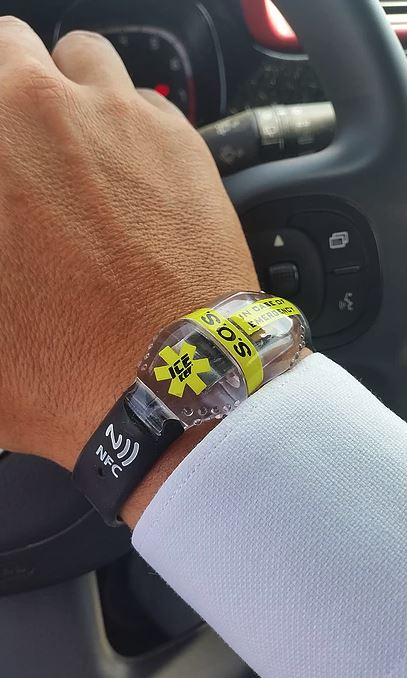
Il braccialetto consente ad un eventuale soccorritore dotato di uno smartphone con supporto NFC di ricevere informazioni mediche del paziente.

A seguito di ricerche effettuate dalla Vodafone che mostravano come meno del 25% delle persone portassero con sé chiare informazioni su chi avrebbero voluto che fosse informato in caso di un grave incidente, nel maggio 2005 è stata avviata una campagna per incoraggiare le persone a fare questo da parte di Bob Brotchie dell'East Anglian Ambulance Service nel Regno Unito. 

L'idea ha preso campo dopo gli attentati di Londra del 2005. Intervistato il 12 luglio 2005 sul programma radiofonico della BBC Today programme, Brotchie ha detto:
(Bob Brotchie)
Brotchie ha anche spronato le fabbriche di telefoni cellulari a supportare la campagna, aggiungendo un titolo ICE nella lista delle rubriche di tutti i nuovi cellulari.
Circa nello stesso periodo (almeno attorno al 12 luglio) sono state messe in circolazione email allarmiste che suggerivano che la campagna fosse "la fase uno di un virus per cellulari che si sta spianando la strada per propagarsi molto rapidamente", o che l'uso di questo "servizio" sarebbe stato addebitato sul conto dei clienti. Questa affermazione è stata successivamente smascherata come una leggenda metropolitana.

## Caratteristiche
Nei paesi sviluppati, gran parte delle persone possiede un telefono cellulare, e la polizia o i paramedici talvolta lo utilizzano per identificare le vittime di incidenti stradali o di altro tipo. L'idea di ICE è che ognuno metta un contatto di emergenza con il relativo numero nel telefono sotto la parola ICE. Questo permetterebbe al personale d'emergenza di avere un posto fisso dove guardare.
Qualora si vogliano indicare più numeri da chiamare si può usare il seguente formato: ICE1 mamma, ICE2 papà, ICE3 eccetera; ne circola anche una versione differente che propone di usare le sigle 1ICE, 2ICE ecc.
Sono commercializzati prodotti diretti al programma ICE in tecnologia Internet delle cose, che tramite, tecnologia di lettura in prossimità NFC, consentono agli utilizzatori di rendere disponibili alla consultazione i dati ritenuti indispensabili per il primo soccorso (gruppo sanguigno, allergie, malattie, patologie, ecc...).

## Il simbolo
Il simbolo ICE è stato sviluppato da Mark Balduzzi, un infermiere di Syracuse, New York nel luglio 2005 per dare al pubblico degli strumenti fai-da-te, così da poter promuovere il programma ICE da parte di organizzazioni e di singoli individui per aiutare il reperimento di informazioni d'emergenza. Il simbolo è stato sviluppato per essere gratuito e con libertà di distribuzione. Tutti sono incoraggiati ad usare questo simbolo per promuovere la sicurezza individuale e la prontezza dei soccorsi.

## Le critiche
La proposta ha ricevuto numerose critiche da parte di operatori di emergenza. La Federazione Cantonale Ambulanze del Canton Ticino si è detta dubbiosa sull'efficacia e legalità della proposta. Anche il noto sito di debunking Hoaxbuster ha scoraggiato la proposta.
I problemi del sistema sono:
1. in caso di emergenza il soccorritore si deve occupare del ferito e non del telefonino
2. il cellulare è un oggetto che spesso si rompe in caso d'incidente
3. nessun corso insegna ai soccorritori come si accede alla rubrica di ogni marca e modello di cellulare
4. frugare nella rubrica del cellulare potrebbe essere considerata una violazione perseguibile della privacy
5. la sigla ICE funziona in inglese (e in italiano), ma non in altre lingue
6. se il telefonino è spento, bloccato con un PIN o scarico il sistema è inutile
7. ci sono varie proposte contrastanti (ad esempio 1ICE, 2ICE ecc.)[4]
8. Aggiungere la voce ICE al proprio cellulare potrebbe scoraggiare dall'uso di precauzioni ben più efficaci (come un foglio di carta con riportati i contatti dei parenti e le proprie notizie mediche).

Per questo motivo, il LAFD (Los Angeles Fire Department) raccomanda di usare questo metodo solo dopo aver inserito le stesse informazioni nel proprio portafoglio.
Inoltre, l'ITU-T, l'organismo internazionale per le Telecomunicazioni, propone un altro standard totalmente diverso, chiamato E.123. Questo standard, al contrario dell'ICE, ha uno status ufficiale.